# Gabriel Bernal Vargas
Gabriel Bernal Vargas (Tulancingo de Bravo, 5 febbraio 1915 – Città del Messico, 25 maggio 2010) è stato un fumettista messicano,considerato fra i più importanti del suo paese tramite  la  serie "La Familia Burròn".

## Biografia
Vergas è nato il 5 febbraio 1915 a Tulancingo de Bravo, figlio di un mercante,  morto quando Vergas aveva solo 4 anni. Nel 1922 sua madre decise di trasferirsi con i suoi 12 figli a Città del Messico.
Qui intorno al 1928 trova lavoro come disegnatore per Excélsior eventualmente riesce a diventarne il capo disegnatore.
Per un concorso realizza il suo primo fumetto "Los Superlocos" di cui personaggi saranno la base per "La Familia Burròn". 
Il fumetto riscuote successo riuscendo nel suo apice di popolarità a vendere 500 mila copie a settimana.
Dopo la morte della prima moglie ,con la quale ebbe due figli, sposa nel 1976 la giornalista Guadalupe Appendini.

## Opere

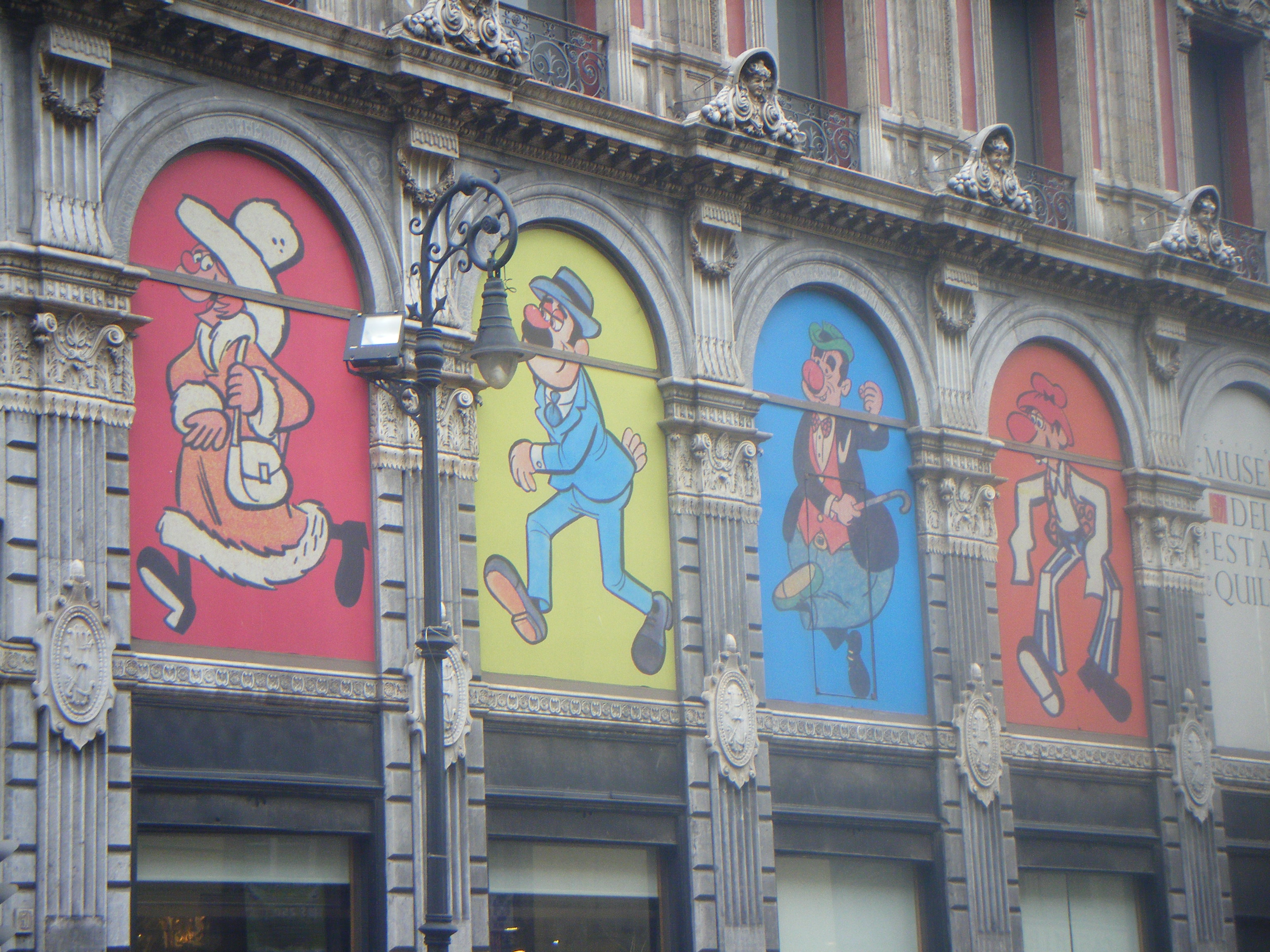
Personaggi de "La familia Burròn" raffigurati al Museo de Estanquillo, a Città del Messico